# Macromitrium acutissimum
Macromitrium acutissimum är en bladmossart som beskrevs av C. Müller 1897. Macromitrium acutissimum ingår i släktet Macromitrium och familjen Orthotrichaceae. Inga underarter finns listade i Catalogue of Life.